# Taihu
Taihu (chiń. upr. 太湖县; chiń. trad. 太湖縣; pinyin Tàihú Xiàn) – powiat w zachodniej części prefektury miejskiej Anqing w prowincji Anhui w Chińskiej Republice Ludowej. Liczba mieszkańców powiatu, w 1999 roku, wynosiła 564 536.